# Viçosa (Rio Grande do Norte)
Viçosa is een gemeente in de Braziliaanse deelstaat Rio Grande do Norte. De gemeente telt 1.856 inwoners (schatting 2009).
De gemeente grenst aan Riacho da Cruz, Martins, Umarizal en Portalegre.